# C-46運輸機
柯蒂斯C-46突击队员（Curtiss C-46 Commando）是由一种商用高空客机设计转变而来的运输机。在二戰時期，它以“R5C”的型號被美國陸軍航空隊、美國海軍和美國海軍陸戰隊用於軍事運輸。它也被飛過它的人稱為“鯨魚”或“柯蒂斯災難”、“水管工的噩夢”，特別在航空运输司令部（Air Transport Command）機組成員中，它被稱為“飛行棺材”。C-46與类似的道格拉斯C-47空中火車扮演著相似的角色，但未像後者那樣得到普遍的生產。在它投入生產時，它是世界上最大的雙引擎飛機，也是二戰開始時能投入使用的最大最重的雙引擎飛機。
二戰結束後，剩餘C-46中的很少一部分被用於其原始設計用途——客运，大部分剩餘的C-47與C-46很快佔據了主要的貨運市場。該機型做為二線角色為美國空軍服務到1968年。然而在北極及邊遠地區C-46一直服役到21世紀。

## 设计及开发
C-46的原型机柯蒂斯CW-20，由柯蒂斯-莱特公司的首席飞机设计师乔治·A·小佩奇（George A. Page Jr.）于1937年设计，為的是對抗當時風頭正盛的道格拉斯DC-4與波音307平流層客機 ，該案為私人投資計畫。
為了超越主要廠商，CW-20並打算在客機上引入新的加壓座艙設計。CW-20擁有一個專利機身，通常被稱為“數字8”（或“雙泡形”）机身，使其更能抵抗極高飛行高度造成的壓力差。該專利通過在機身與地板同一水平位置的兩側進行收縮，不僅將機身分為兩部分，同時還支撐自身，更分攤了壓力。主翼梁可以穿過主要用於存放貨物的下部機艙，而不用侵佔上部機艙的乘客空間。決定使用雙引擎配置來代替四引擎配置，主要考慮到如果有合適的大马力引擎，就可以降低運營成本，並減少結構複雜性。
工程工作包括一個由公司提出的三年的承諾以及被合併的加州理工學院進行的廣泛的風洞測試。最終的設計結果是一個巨大，但是氣動佈局“光滑”的客機，擁有一個流線型的光滑整流罩的駕駛舱。。引擎以安有独特的引擎舱“隧道风帽”为特色，空气可以从风帽吸入并从风帽底部排出，以减少空气湍流，同时也减少了流经机翼上表面而产生的阻力。柯蒂斯-莱特公司於1938年建造了全尺寸模型，並於1939年紐約世界博覽會（1939 New York World's Fair）上做為創新項目進行展示。
儘管公司接洽了許多航空公司以獲得他們對先進客機的需求，但還是沒有簽訂正式的合同，雖然只收到了25份意向書，但已足夠保證進行生產。一架24-34座的客機以CW-20的型號在圣路易斯的密苏里工厂（Missouri facility）開始原型生產。其初步配置為雙垂尾、2台1,600马力R-2600-C14-BA2Wright Twin Cyclone引擎。NX-19436在1940年3月26日由著名的試飛員埃德蒙·T·“埃迪”·艾伦（Edmund T. "Eddie" Allen）首飛，在試飛後開始了一系列改進，包括安裝了一個巨大的單垂尾以提高低速穩定性。
第一架原型機由美國陸軍航空隊購買，型号为“C-55”，主要作为测试母機。但在軍事評估之後，唯一的樣機被退回柯蒂斯公司，隨後被賣給英國海外航空（BOAC）。在測試過程中，亨利·阿诺德將軍對客機轉為軍用貨物運輸功能的潛力產生了興趣。該型飛機很快修改為C-46A，使用了擴大的貨艙門，一個加強的載荷地板和一個可在載人或載貨間快速轉換的機艙。1940年9月13日，軍方訂購了46架修改過的CW-20A，軍方型號為“C-46-CU Commando”；在本批次中的最後21架飛機是以CW-20B型交付軍方，軍方編號為C-46A-1-CU，美國軍方首次購買的C-46沒有一架是機艙增壓的。C-46於1942年5月的一個有設計師乔治·A·小佩奇參加的儀式上被公佈。
在最初的2批中，軍方共訂購了200架。此時該機型做了一個重大的修改，它使用功率更大的2,000马力Pratt & Whitney R-2800Double Wasp引擎代替了Wright Twin Cyclone。同時還進行了一些小改動，如改進燃油系統及减少舷窗。隨後軍方合約增加到1,454架，其中40架是為美國海軍陸戰隊所訂，軍方型號為R5C-1。軍用型號裝有兩個貨艙門、加強型地板、液壓輔助絞車。由於主要用於貨物運輸，40把折疊椅成為了仅有的乘客招待設施。測試表明C-46有能力仅使用單引擎的情況下承載大量的貨物。如果是空機，则可以在單引擎運行的情況下達到每分鐘200-300英尺的爬升率。
C-46D于1944-45年间进行了最后的大规模生产，共生产了1,430架，本型使用了單机舱门，主要用于伞降。一架一次性试验用的XC-46B安装了阶梯式挡风玻璃和更大功率的发电机。一小批17架的C-46E与XC-46B有同样的特点，此外还用三叶汉胜（Hamilton Standard）螺旋桨代替了标准Curtiss-Electric四叶螺旋桨。最后的234架C-46F合同又回復到最早的駕駛舱形狀，但使用了方形翼尖。唯一一架C-46G使用了階梯式擋風玻璃和方形翼尖，該型的生產由於戰爭結束而取消。

## 服役歷史

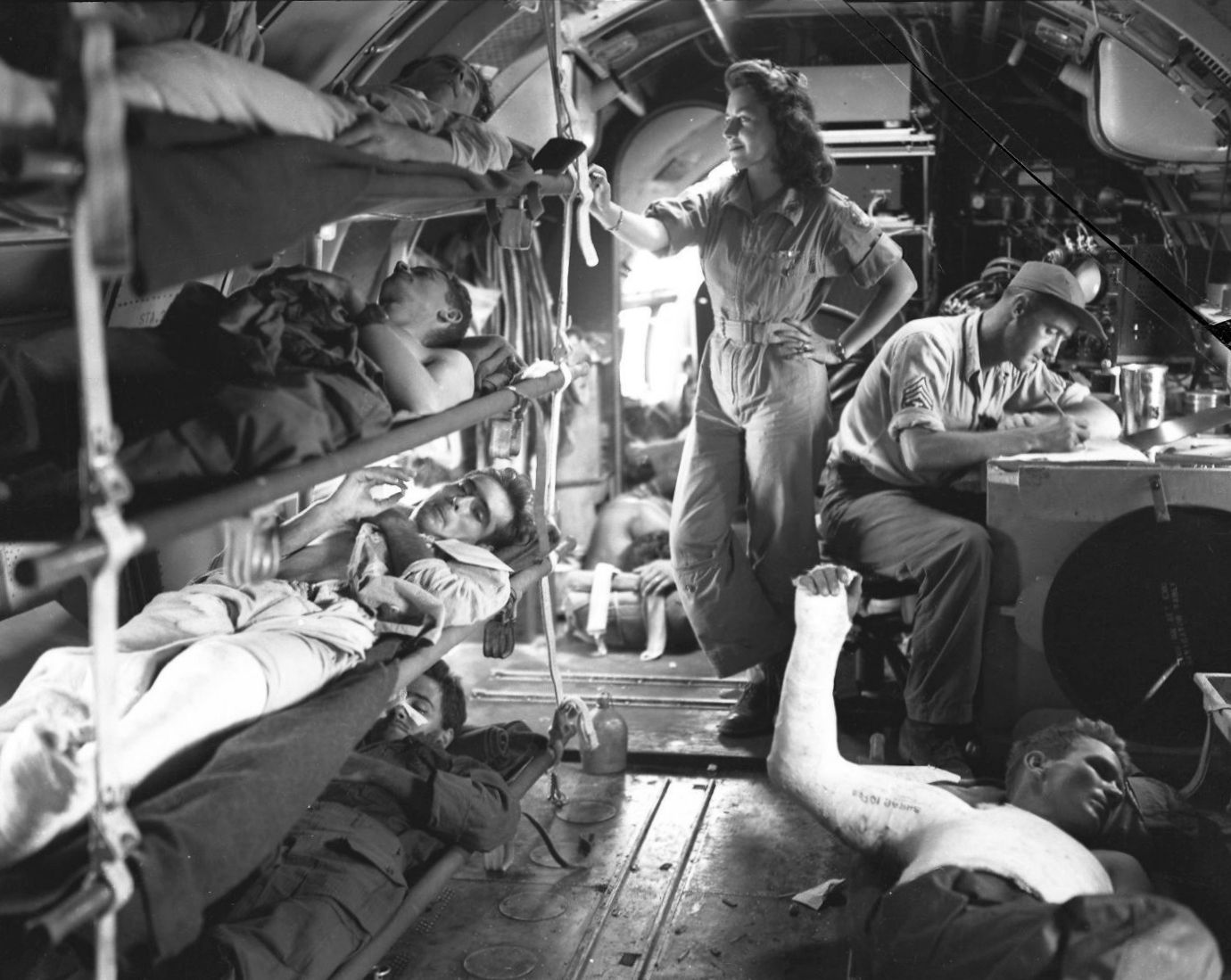
C-46從菲律賓的馬尼拉空中撤離。

### 太平洋戰區
C-46以其在中緬印戰區（CBI）和遠東的行動而聞名於世。它是飛越駝峰（盟軍空軍對喜瑪拉雅山脈的暱稱）的主要運載工具，用於從印度和緬甸的基地向在中國的部隊運輸急需的物資。在部署在這一戰場的各種運輸機中，只有C-46可以處理美國空軍所要面對的大範圍的不利條件。不可預期的暴烈天氣、沉重的貨物載荷、高山地區、簡易設施和經常洪水的機場，還有與之伴隨的由於缺少經過訓練的空地勤人員而產生的大量的機械和維護噩夢，對其後服役的運輸機都是極大的挑戰。
在一系列機械缺陷得到控制後，儘管未能完全克服令人頭痛的維護問題，C-46在空運作戰中證明了自己的價值。它比在此戰區內的其他盟軍雙引擎運輸機運送更重的貨物，包括輕型火砲、燃料、彈藥、飛機零備件，偶爾還有家畜。它的強勁引擎使其在重負荷下也能爬升到令人滿意的高度，如果不超載，它可以只用一個引擎就能保持高度，然而經常出現的「緊急軍情需求」會讓C-46的實際起飛載荷達到40,000磅，這使得原先設計師預留的安全餘裕都會被耗損殆盡。此外在帶給乘組員與後勤單位大量麻煩的寇蒂斯製電動螺旋槳螺距控制機構被撤除後，C-46繼續在二戰期間廣泛地部署在中緬印戰區及南中國的大部分地區。
C-46的高運載能力（兩倍於C-47）、大型貨艙門，強大的引擎和長程飛行能力使其適應太平洋島嶼的遠程作戰。尤其是美國海軍陸戰隊發現其（型號名為R5C）在太平洋兩栖行動上非常實用，它可以使用許多匆忙建造的島嶼臨時機場運進物資運出傷員。

### 欧洲
C-46的生產因為優先提供太平洋與中緬印戰場，在另一個主要戰場－歐洲戰區部署數量就遠遠少於C-47運輸機，至1945年3月之前部署總量未能滿足戰區需求，因此在大部分的時候歐洲戰區投入空運的主力是C-47。但C-46仍然在歐洲戰區扮演了吃重的空運角色，尤其在1945年後增加的撥交數量與增長的空運噸位能量，讓美國陸軍航空隊軍隊運輸司令部在跨過萊茵河進攻德國的大學行動（Operation Varsity）中空投傘兵部隊的能力增強。
但是在大學行動中，美軍損失了大量的C-46，以至於马修·李奇微將軍發布布告禁止該機型參與未來的空投行動，即使戰爭馬上就要結束，該機型再有沒有參與空投行動。C-46有充分理由認為自己是被妖魔化了。傘降階段往往發生在白天，在低速低空的情況下進行，作為一款無裝甲、無自封油箱的運輸機，C-46受到德國20mm、37mm和其他大口徑高射砲發射高爆彈、燃燒彈、穿甲燃燒彈的重重威脅，而在當時的歐洲戰場，德軍防空部隊是有著良好訓練、維持高度戰備狀態的部隊，高射砲兵戰鬥經驗豐富，並打下過高速度、重裝甲的戰鬥機和戰鬥轟炸機。同時，雖然不是全部，但許多參加大學行動的C-47已經進行了自封油箱改造，而C-46則沒有進行同類型的改裝。雖然72架參與行動的C-46中有19架被擊落，但是在同一行動中穿越防空砲火的其他型號飛機的損失率也同樣可怕，此種情況則並未廣為人知，這些損失包括了13架滑翔機被擊落、14架墜毀、126架嚴重受損；15架B-24被擊落、104架嚴重受損；12架C-47被擊落，140架受損。

## 設計缺陷
儘管有著顯著的價值，C-46還是在整個美國陸軍航空隊的服役生涯中保留著維修噩夢的傳說。陸軍航空隊的官方歷史總結了它的短處：
從始至終，C-46突擊隊員都讓人頭痛，它只有在投入了上千個額外小時人工進行保養和改進後才能保持飛行狀態。雖然到1943年11月為止，柯蒂斯-莱特報告已經在生產型號上進行了總共721項改進，這個數字令人震驚。但這型飛機的維護工作仍然被全世界的維護人員合適地稱為“水管工噩夢”。更糟的是，這款飛機是一個殺手。在富有经验的東方航空麾下的C-46，沿著飞行条件優良的固定航線作業時，其表現遠較由军方机组人员操作、飛行於非洲或驼峰航线的C-46來得優異；事實上。在兩年的營運過程中，東方航空僅損失了一架C-46。不過，在空運司令部（ATC）的飛行員眼中，C-46有著足夠的理由被稱為“飛行棺材”。從1943年5月至1945年3月期間，空運司令部收到了31起關於C-46在空中起火或爆炸的實例報告，還有一些僅被列入“在飛行中失蹤”，基本上也可以推測為發生爆炸、發生火災、發生氣塞、化油器結冰或其他缺陷而摔機。
在戰爭期間，C-46機隊以異常多的空中爆炸而聞名（在1943年5月至1945年5月共發生31起）。這是由多種因素造成的，特別是供油系統。因為燃油系統設計得很匆忙，随后很快又为换装耗油高的新普惠引擎而进行了修改，这對一款大型運輸機的設計而言是非常苛求的。爆炸的原因最終大部分歸因於從油箱及燃油系統中洩漏出來的少數汽油匯集，與通常起源於斷開觸點時電氣組件所產生之火花的共同作用。雖然許多在役的飛機在使用時也會有少量的燃油洩漏問題，但C-46的機翼是不通風的，如果洩漏發生，汽油無處排乾，會在翼根匯集，此時任何火花或者火苗都會引起爆炸。戰後所有C-46都接受了機翼通風孔的改良，以降低可能凝聚的油氣，同時在防爆燃油加壓泵上用安有保護殼的電氣選擇開關代替了原來的斷開觸點組件。

## 战后
總的來說，C-46作為其首要用途──軍用運輸機,是成功的，同時也從一系列的修改中受益。像C-47/DC-3一樣，二戰後的C-46看來能轉為一款民航客機，而東方航空也曾這樣考慮過。但是過高的營運成本（比C-47高50%左右）很快就讓許多民間航空公司改變了主意。結果，戰後C-46的大部分任务还是作为商业运输机使用，也僅用於幾條航線。C-46的主要缺點之一，就是其強大的2,000匹馬力引擎帶來的驚人油耗，比C-47/DC-3高得多，其維護作業需求也更密集、更昂貴。儘管存在這些缺點，剩餘的C-46還是被幾家航空公司同時用於貨運和客運，其中包括Capitol、飛虎航空、民航空運公司及World Airways。一些別的小航空公司最終也將該機型用於定期或不定期航線。C-46在南美地區被大量使用，尤其是玻利維亞、秘魯、巴西、阿根廷、智利等國，特別是在地面運輸很難實施的山地（在這種地形上需要C-46的優良爬升率和升限）或叢林地形。
C-46在戰後也曾經重回戰場，它在朝鮮和越南的多次美國空軍行動中服務，包括再補給行動、傘降、密諜運輸。直到1968年，C-46都沒有從美國空軍中正式退役。該機型還用於美國國內的政府部門──中央情報局，在1940年代晚期至1950年代早期，C-46在許多間諜行動中使用C-46進行支援，其中包括中國蔣中正的軍隊與毛澤東的共產黨軍隊內戰時，對中華民國國軍進行補給；從河內的Gialam機場及其他位於法屬印度支那的基地為法軍提供軍用和醫療補給。CIA在這些行動中使用了自己的“航空公司”──民航空運公司，該公司最終於1959年改名為Air America。Air America的一架C-46是從戰火中的越南西貢飛出的最後一架固定翼飛機，1975年4月29日，機長E. G. Adams駕駛一架定員52名乘客版的C-46，最終搭載152名乘客飛往泰國曼谷。C-46也被用於1961年失敗的豬玀灣事件。
雖然它們的使用數量逐漸減少，但C-46仍繼續在一些邊遠地區飛行，在加拿大與阿拉斯加間及非洲到南美間也還能看到它的身影。在1970年代晚期到1980年代早期，加拿大的航空公司Lamb Air以其在Thompson和Churchill的基地持續操作著幾架C-46。Air Manitoba是最大的幾家C-46營運商之一，公司為機隊的每一架C-46噴上了華麗的色彩塗裝。到了1990年代，這些飛機被其他航空公司買走。
在1993年至1995年間，Relief Air Transport使用3架註冊於加拿大的C-46從肯尼亞的lokichoggio
出發，為蘇丹生命線行動服務。這些飛機也從它們位於肯尼亞內羅畢的基地為Goma、Zaire和索馬利亞的摩加迪休運送人道主義物資。
Buffalo Airways目前擁有並操作3架C-46，主要用於加拿大的北極圈地區，他們的飛機在Ice Pilots NWT電視節目中有過特寫。
兩架曾經是非洲的Relief Air Transport擁有的C-46，被位於Manitoba的Gimli的First Nations Transportation作為貨運機使用，但該航空公司已經停止營業，一架賣給了Buffalo Airways，另一架被破產管理人佔用。

## 衍生型

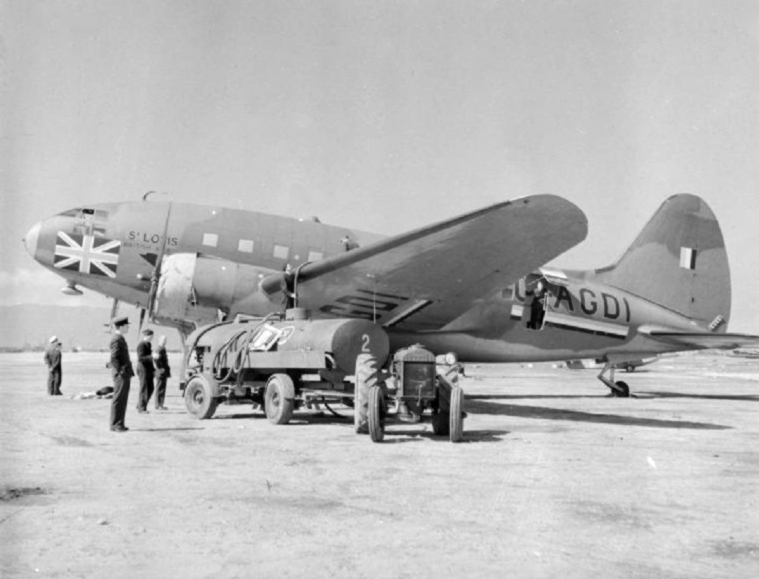
"St. Louis"號，1941－42年間在Gibraltar的BOAC的CW-20A。前型號為屬於柯蒂斯和美國陸軍航空隊的C-55，從雙垂尾的CW-20T轉來

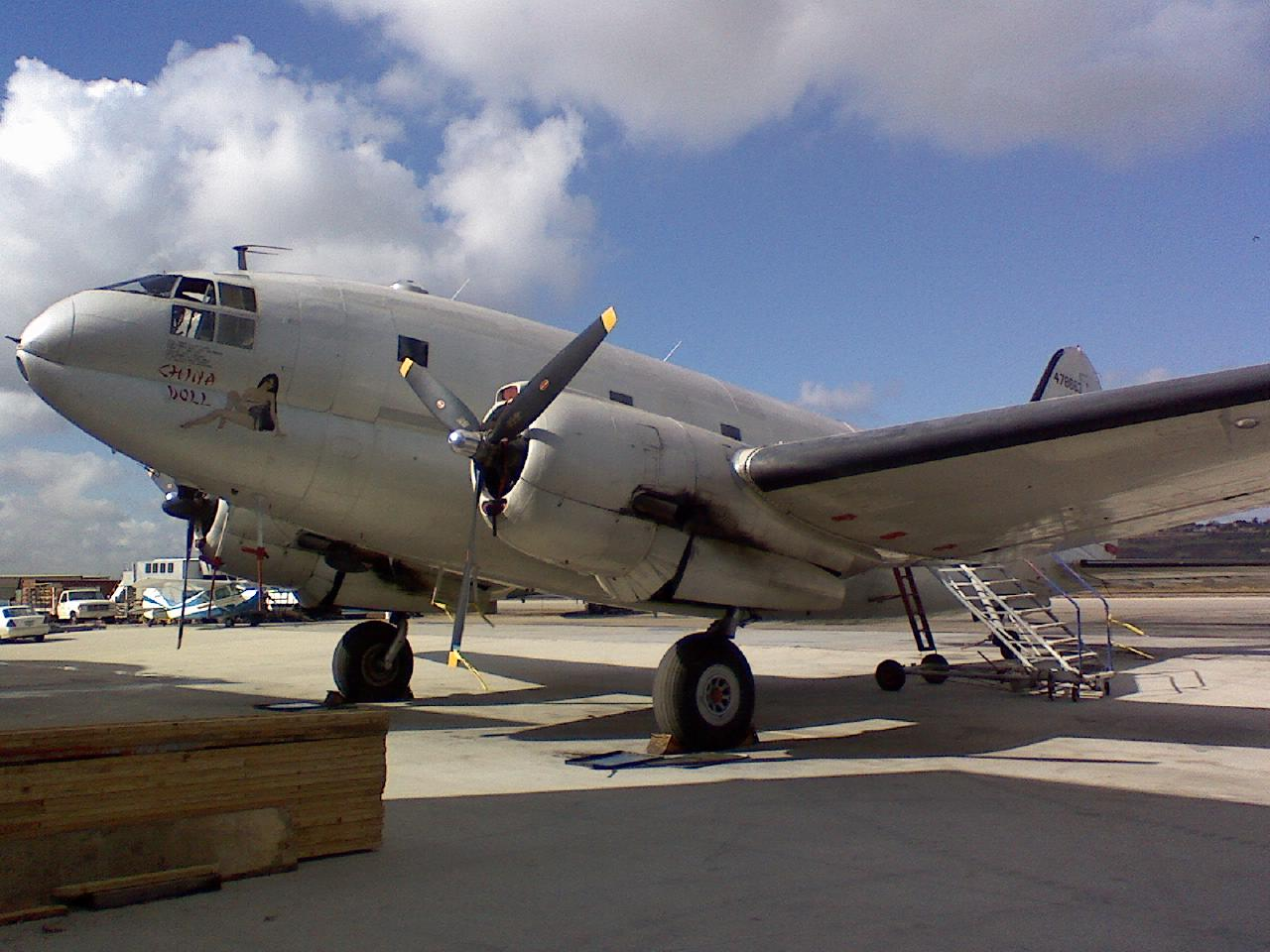
C-46F "China Doll", Camarillo Airport博物館

CW-20
原始旅行客機設計。
CW-20T
原始客機原型，安有兩面角水平安定面和兩端的垂直尾翼，使用兩台1,700 hp（1,268 kW）Wright R-2600的雙分離器星型活塞引擎。
CW-20A
C-55的公司内部型号。
CW-20B
C-46A的公司内部型号。
CW-20B-1
XC-46B的公司内部型号。
CW-20B-2
C-46D的公司内部型号。
CW-20B-3
C-46E的公司内部型号。
CW-20B-4
C-46F的公司内部型号。
CW-20B-5
C-46G的公司内部型号。
CW-20E
AC-46K的公司内部型号。
CW-20G
XC-46C的公司内部型号。
CW-20H
XC-46L的公司内部型号。
C-55
在原始的CW-20T原型機上進行的改進，尾部重新設計為一個巨大的單垂直尾翼和方向舵、一個沒有兩面角的水平尾翼以及其它改進。它是做為C-46軍用運輸機原型，也被指定為XC-46，後來賣給BOAC。
C-46 Commando
雙引擎軍用運輸機，使用兩台2,000 hp（1,491 kW）Pratt & Whitney R-2800-43星形活塞引擎。
C-46A Commando
雙引擎軍用運輸機，使用兩台2,000 hp（1,491 kW）Pratt & Whitney R-2800-51星形活塞引擎，在机身左边安有一扇大型貨艙門，并安装了加强型的货仓地板、液压绞车和可供40名士兵使用的折叠座椅。
CX-46B Commando
一架C-46A改装为测试机，用以评估阶梯式档风玻璃设计，它安有两台2,100 hp（1,567 kW）H-2800-34W星形活塞引擎。
XC-46C Commando
后来重订型号为XC-113.
C-46D Commando
双引擎人員/傘兵運輸機，在機身左側額外安裝了一扇門，製造了1610架。
C-46E Commando
雙引擎通用運輸機，在机身左边安有一扇大型貨艙門，安有階梯式擋風玻璃，製造了17架。
C-46F Commando
雙引擎貨物運輸機，以機身兩側均開有貨艙門，翼尖改為方型，製造了234架。
C-46G Commando
安有階梯式擋風玻璃和方型翼尖的一次性飛機。製造了一架。
C-46H
C-46J
AC-46K Commando
未製造版本，計劃安裝兩台2,500 hp（1865-kW）Wright R-3350-BD星型活塞引擎。
XC-46K
XC-46L
1945年三架C-46安裝了Wright R-3350星型活塞引擎。
XC-113
引擎變更。一架C-46G轉為一種引擎測試床，飛機安裝了一台General Electric T31渦輪螺旋槳發動機，右邊保持R-2800發動機，飛機在地面表現的太差，以至於從來沒有起飛過。
R5C-1
為美國海軍陸戰隊生產的雙引擎軍用運輸機，與C-46A Commando相似，製造了160架。

## 使用者

### 軍事使用者

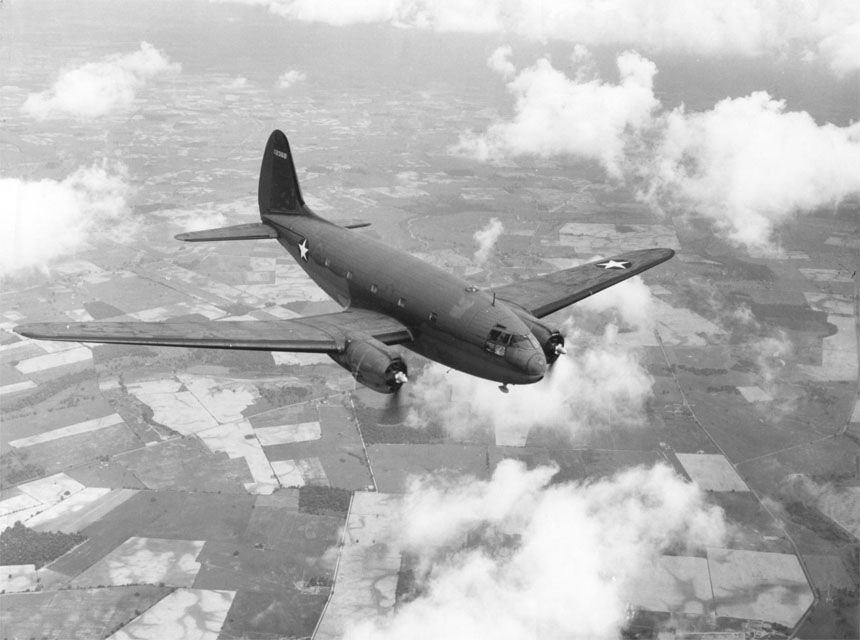
Curtiss C-46 "Commando"在飛行中

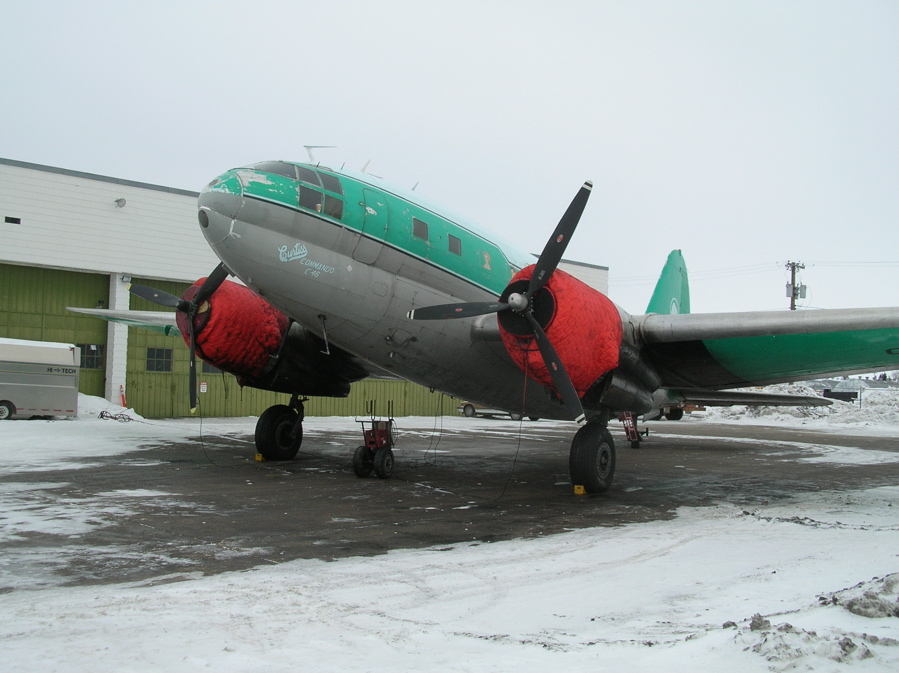
Buffalo Airways's "Buffalo Joe" C-46 in northern Canada, c. 2005

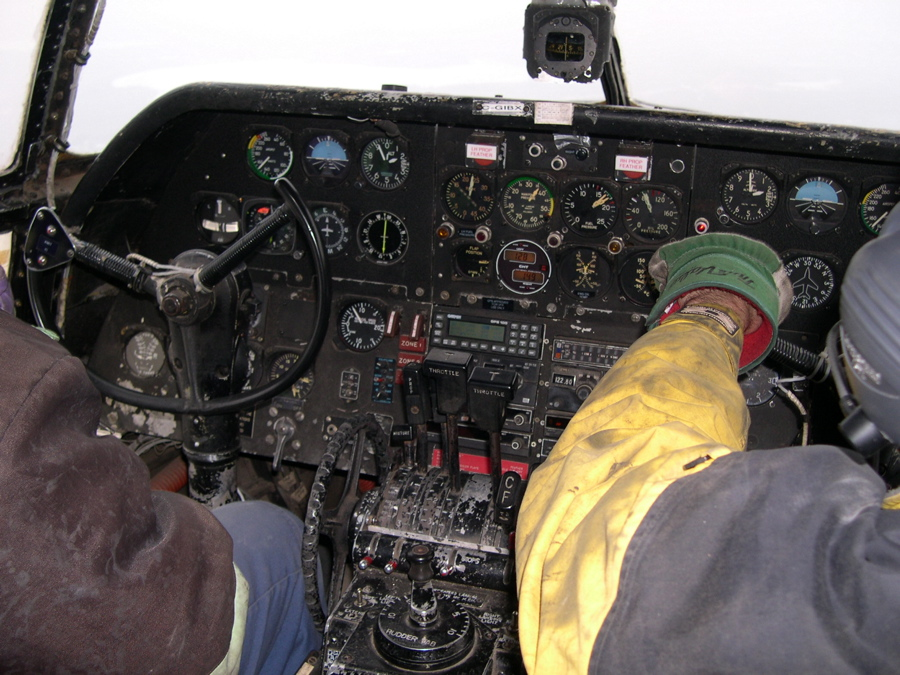
"Working office" of a C-46, c. 2006, over northern Manitoba

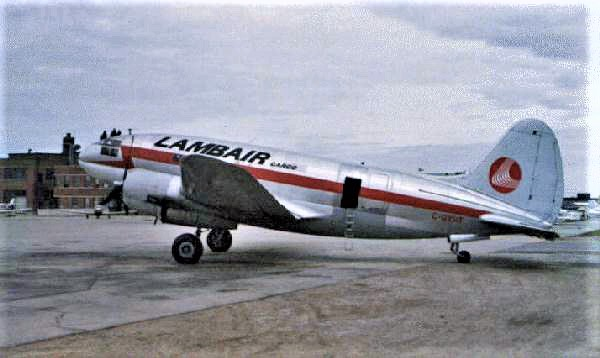
Lamb Air C-46.

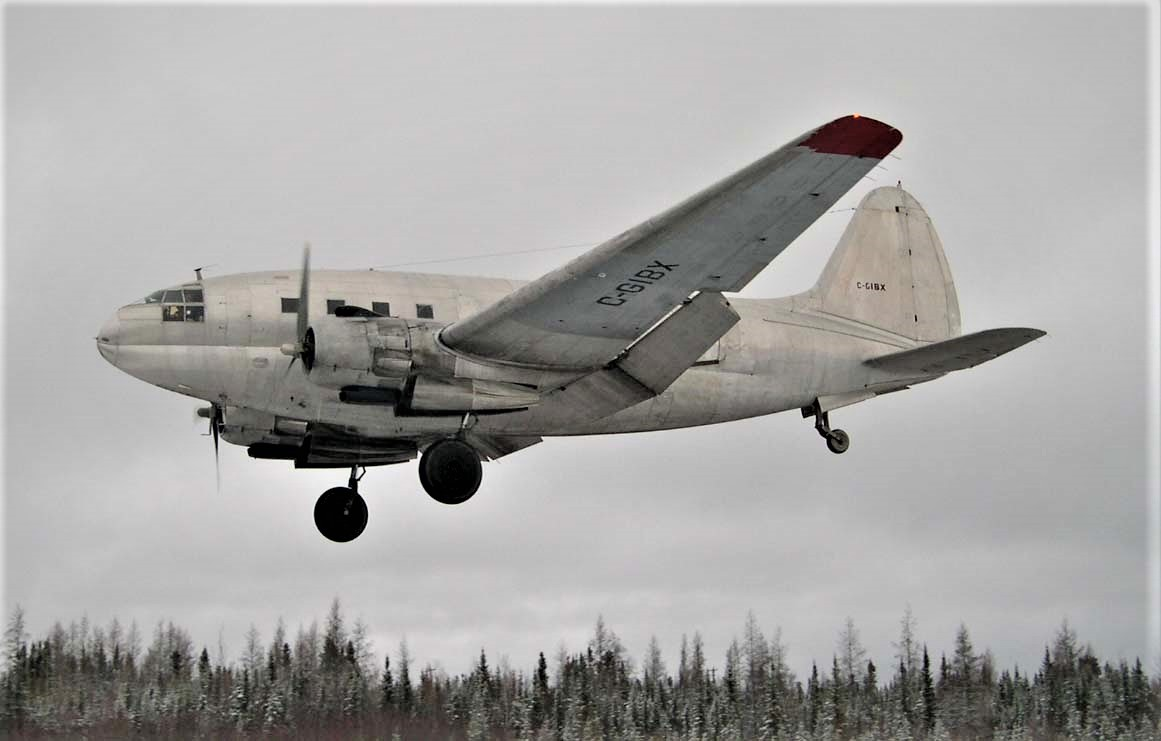
C-46 C-GIBX from First Nations Transportation, c. 2006

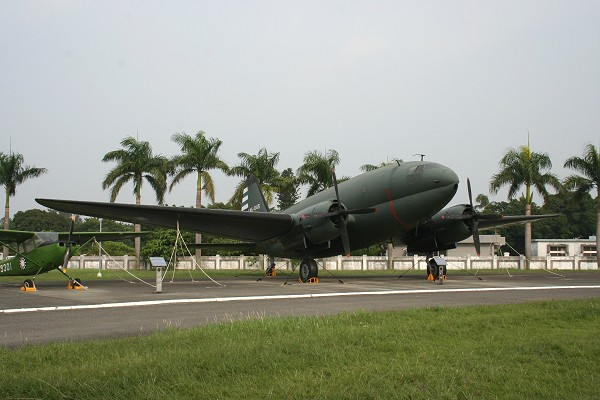
中華民國空軍的C-46,該機原本屬於南韓空軍,是以一架C-119交換而來,並未在中華民國空軍服役

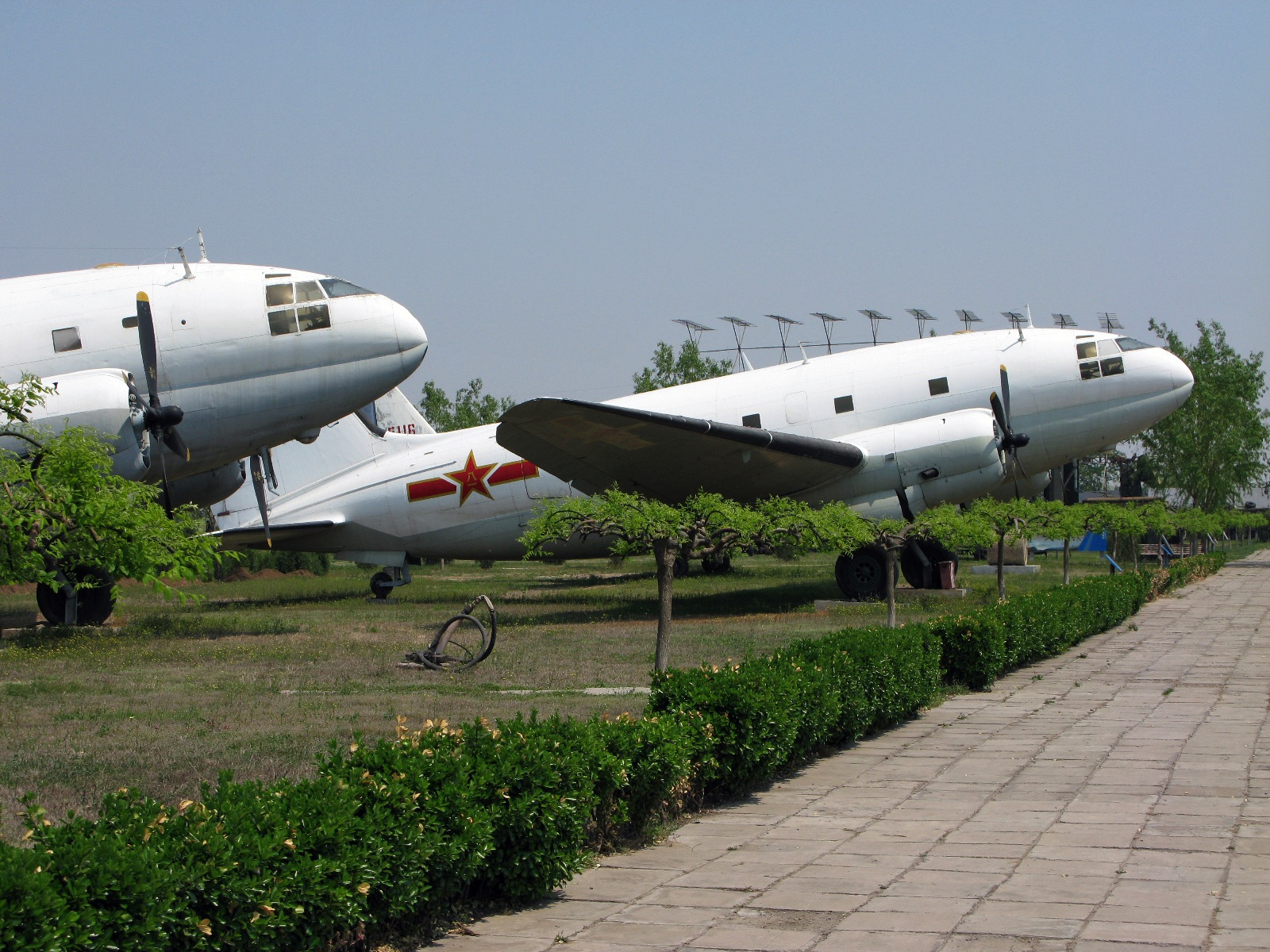
中共解放軍空軍的C-46

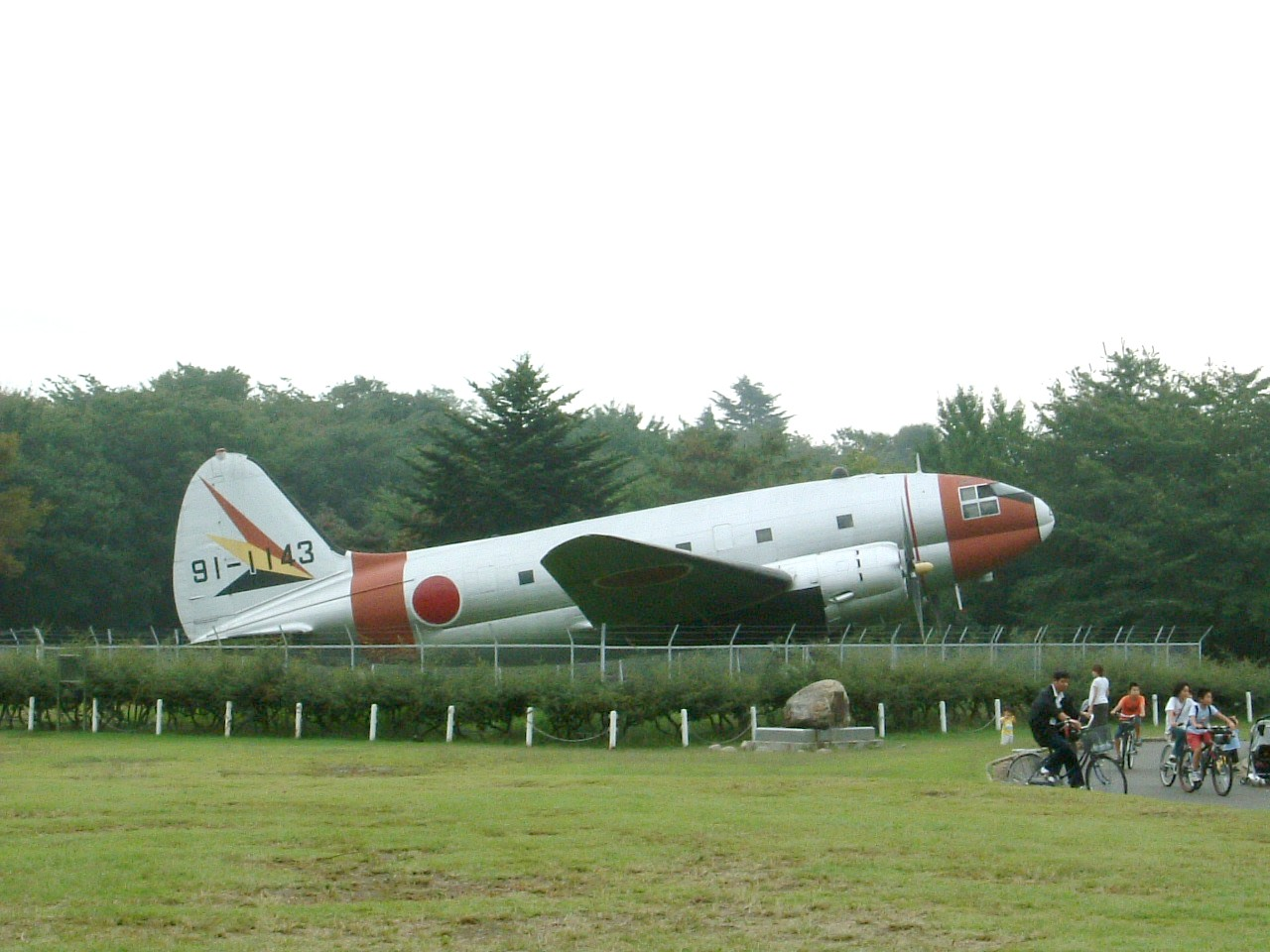
航空自衛隊的C-46A

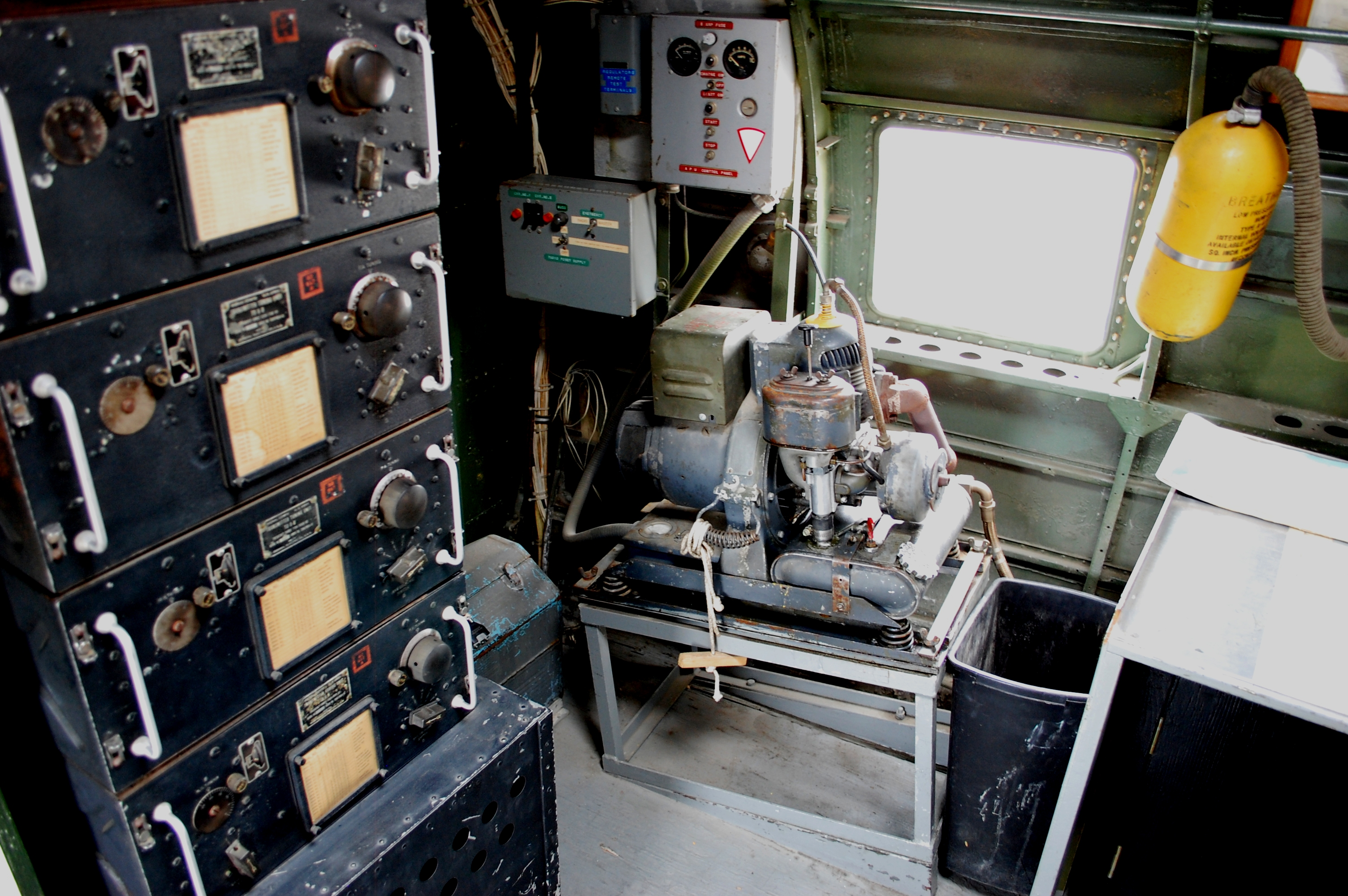
一具C-46F上的輔助動力系統

玻利维亚
- 玻利維亞空軍

 巴西
- 巴西空軍

 中華民國
- 中華民國空軍

在第二次世界大戰C-46雖然大量部署在駝峰航線營運，也有中國飛官操作，但這些運輸機主要是編制在美軍部隊。編制在中華民國空軍序列下的C-46是在第二次世界大戰勝利後購置的美軍剩餘物資，總計182架。國軍利用此批C-46建立以運輸機為編裝主體的空軍第十大隊，第十大隊下轄101、102、103、104中隊，其中101至103中隊全部使用C-46，每個中隊編制20架C-46機。在民國三十五年（1946），原編制配備轟炸機的空軍第二大隊被改編為第二十大隊，所屬第2、6、11、30中隊也換裝為C-46，同樣維持20機一中隊的編制。第十大隊與二十大隊在中華民國政府撤臺後，合併為空軍第六混合聯隊，駐地為屏東機場。少量C-46調入三八三一部隊（特種作戰組），進行敵後滲透作戰運用。
國軍的C-46機隊參與了各種正規作戰、運補、敵後滲透空投作戰等任務，由於機齡老化，民國四十七年（1958）獲得美援允許由C-119運輸機汰換C-46，有12架C-46在1962年由美國收回後為日本航空自衛隊所購入，一直使用到1978年。國軍的C-46則是在民國五十八年（1969）全數除役。
 中华人民共和国
- 中國人民解放軍空軍

接收自中華民國空軍叛逃以及從兩航事件等管道獲得，解放軍主要將C-46集中在中華人民共和國空軍航空兵第13師使用，空13師建軍時編制有11架C-46運輸機。這批C-46在空13師服役至1982年退役。
 哥伦比亚
- Colombian Air Force（一架飛機）

 古巴
 
 埃及
 海地
- Haitian Air Corps

 以色列
- 以色列空軍

 日本
- 日本航空自衛隊

- 韓國空軍
- C-46展示於韓國首爾的War Memorial of Korea

 墨西哥
 秘魯
 苏联
- 蘇聯空軍 - 只有一架飛機[22]

 美国
- 美國陸軍航空隊
- 美國空軍
- 美國海軍陸戰隊
- 美國海軍

### 民用者
阿根廷
- Aeroplan
- Aerotransportes Litoral Argentino（ALA）
- Austral Lineas Aereas

 巴西
- Aero Geral
- Aeronorte
- Aerovias Brasil
- Companhia Itaú de Transportes Aéreos
- Linha Aérea Transcontinental Brasileira
- Linhas Aéreas Paulistas – LAP
- Lóide Aéreo Nacional
- NAB – Navegação Aérea Brasileira
- Paraense Transportes Aéreos
- Real Transportes Aéreos
- Sadia
- TABA
- TAS – Transportes Aéreos Salvador
- Transportes Aéreos Nacional
- Transportes Aéreos Universal
- Varig

 加拿大
- Air Manitoba
- Buffalo Airways
- Lambair
- First Nations Transportation
- Pacific Western Airlines

 哥伦比亚
- Aerocondor
- Aeropesca
- Arca
- Avianca

- LACSA（Líneas Aéreas Costarricenses S.A. / Costa Rica）

- Sahsa

 海地
- Air Haiti - former operator

 爱尔兰
- Irish International Airlines（Seaboard & Western Airlines）

- Relief Air Transport

 尼加拉瓜
- LANICA（Líneas Aéreas de Nicaragua S.A./ Nicaragua）

 巴拉圭
- Paraguayan Airways Service/Servicios Aéreos del Paraguay (PAS) - 三架飛機
- Lloyd Aéreo Paraguayo S.A.（LAPSA） - 2 aircraft
- Aerocarga Asociados (ACA) - 1 aircraft
- International Products Corporation（IPC Servicio Aéreo） - 一架飛機

 臺灣
- 民航空運公司 - 前運營商

 英国
- British Overseas Airways Corporation（CW-20）

 美国
- Alaska Airlines
- Capitol Air（Capitol International Airways）
- Civil Air Transport（後來成為Air America）
- Delta Air Lines
- Everts Air Cargo
- Resort Airlines
- Riddle Airlines

 乌拉圭
- ARCO Aerolíneas Colonia S.A.
- Compañía Aeronáutica Uruguaya S.A.（CAUSA）

 委內瑞拉
- Linea Aeropostal Venezolana

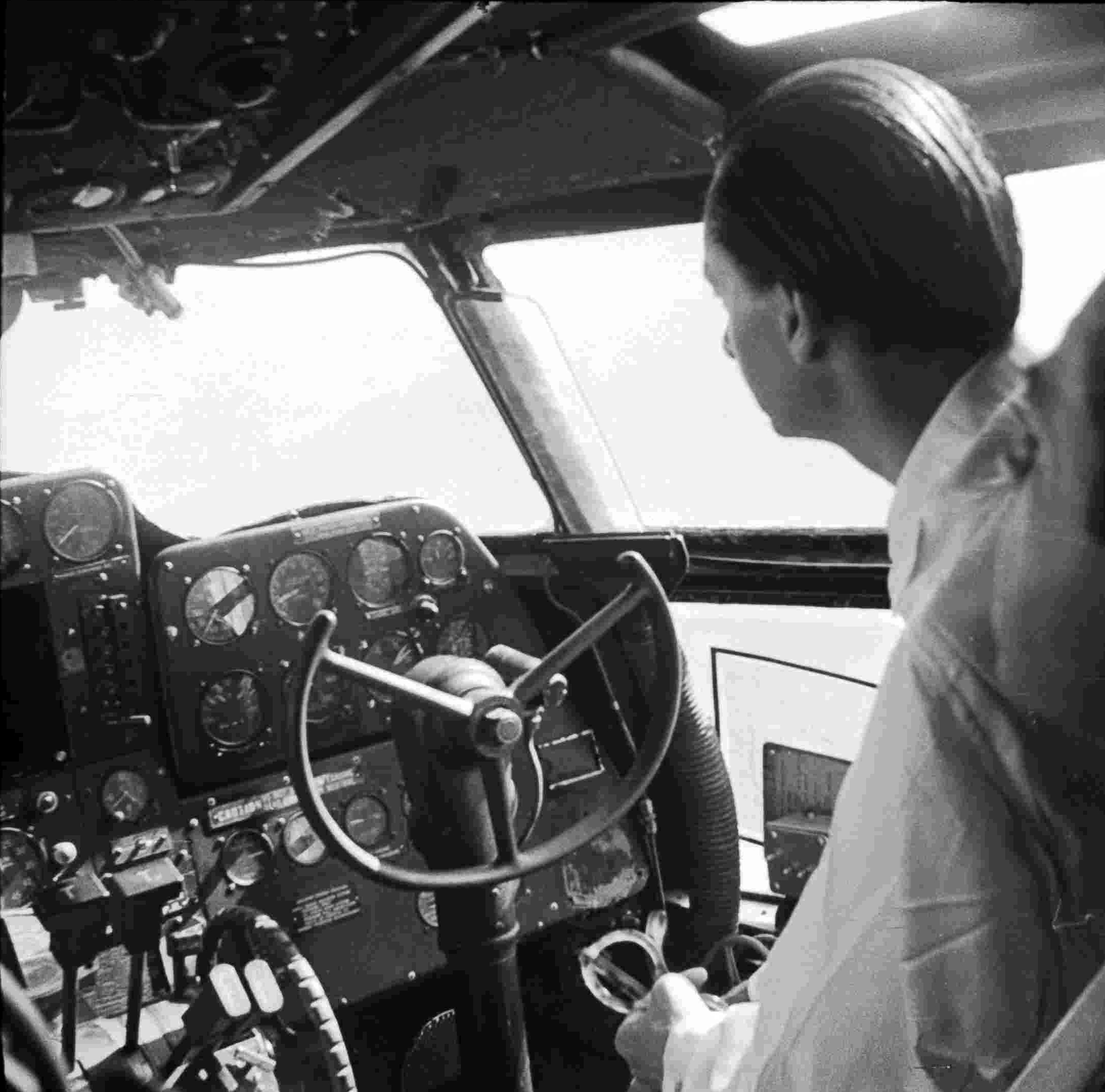
4X-ACT C-46 Commando的駕駛倉，由El-Al運營，從Lod Airport飛往Eilat Airport（以色列，~1952）
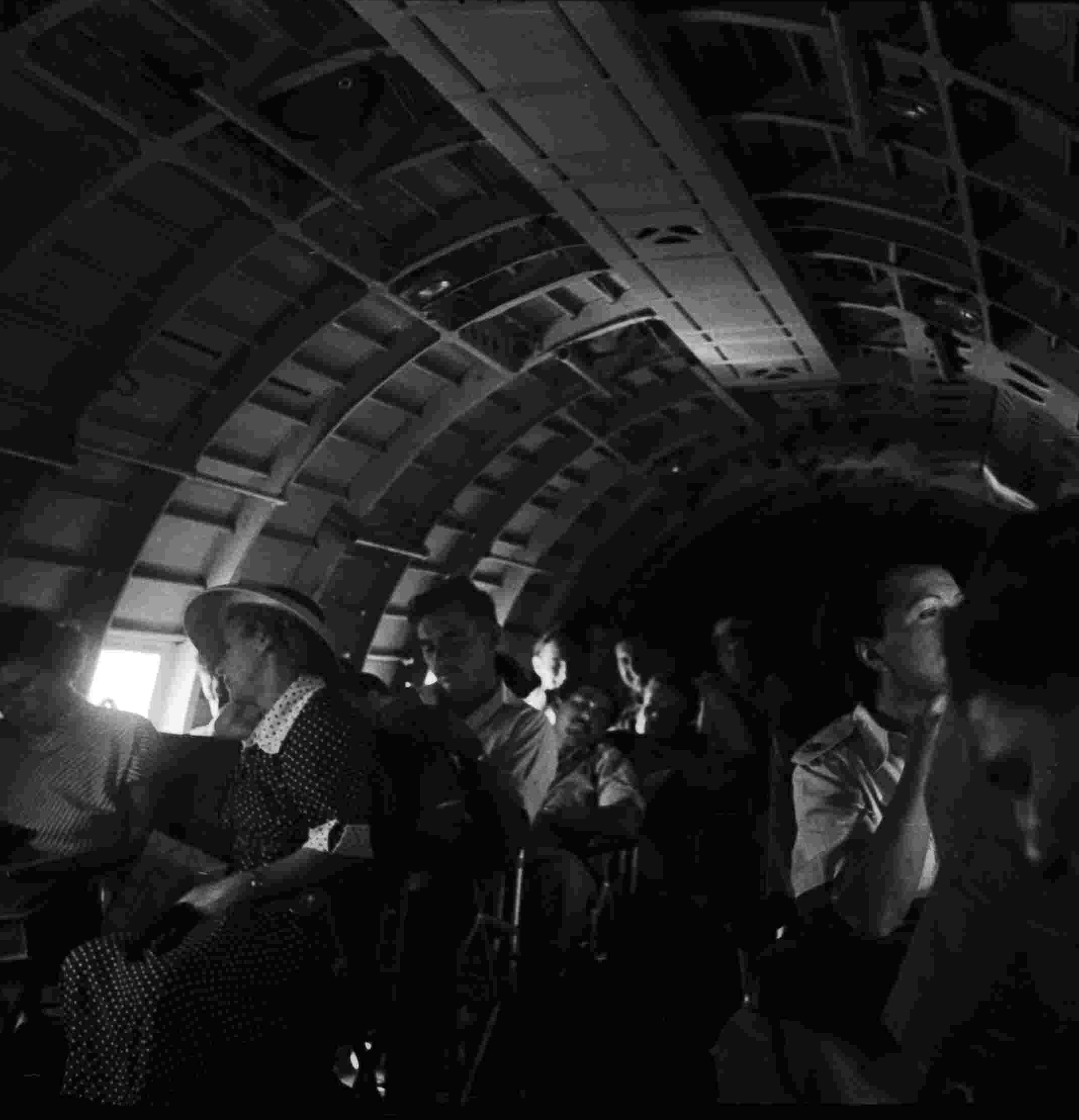
在4X-ACT的C-46 Commando內的旅客（~1952）
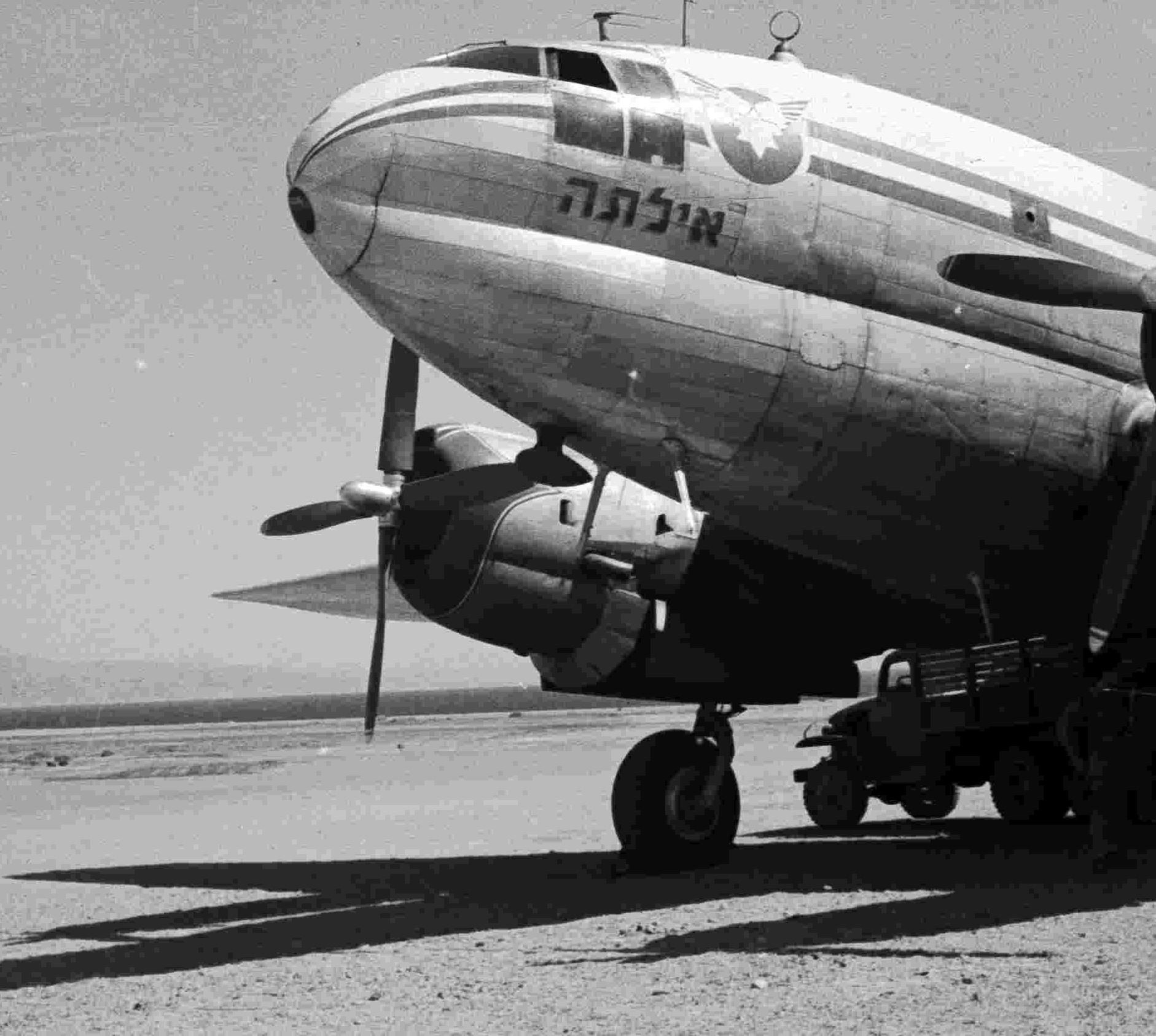
4X-ACT C-46 Commando在Eilat Airport（~1952）
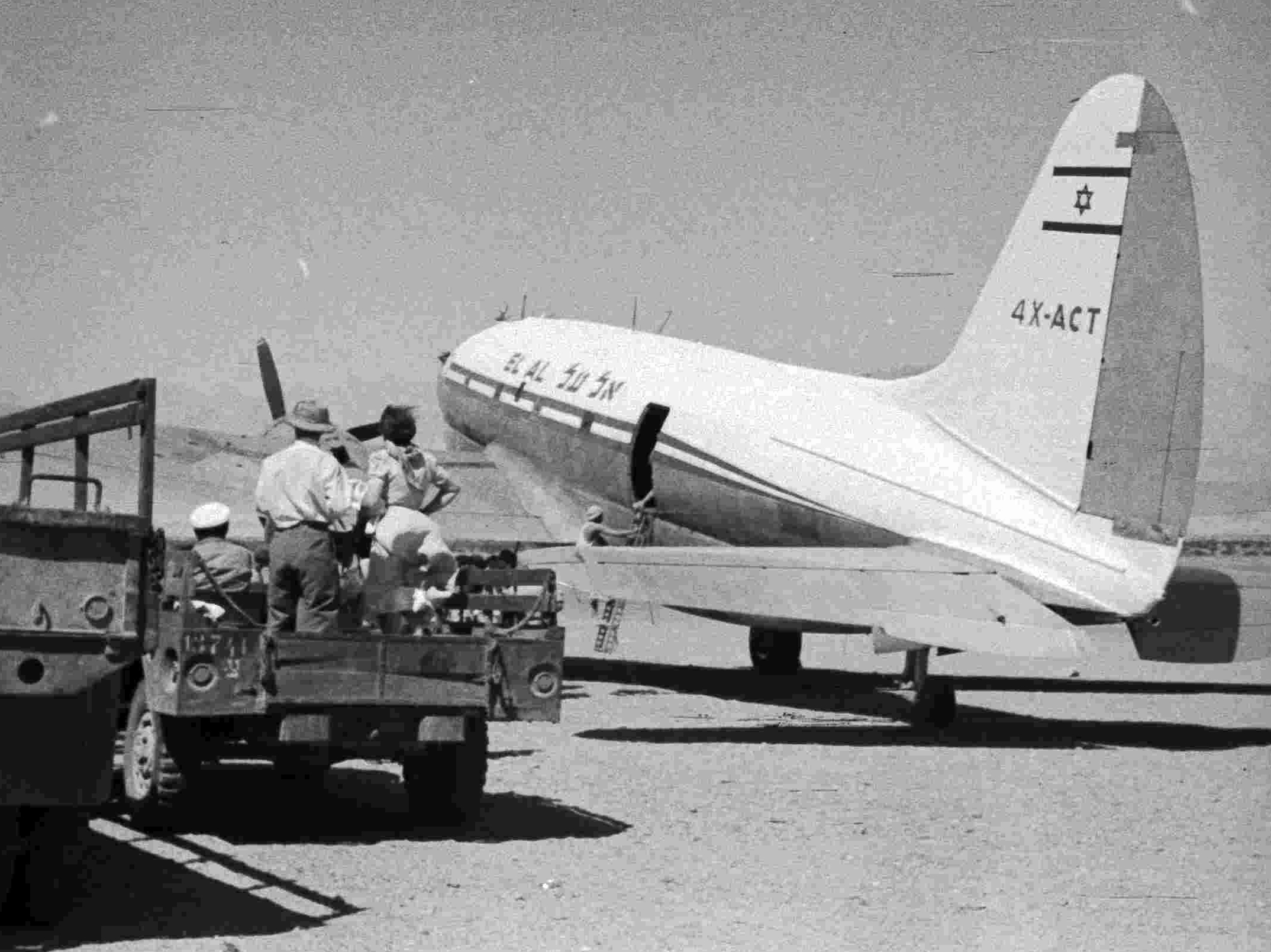
4X-ACT C-46 Commando在Eilat Airport（~1952）

## 規格參數（C-46）
基本信息
- 机组：4
- 容量：62位乘客

性能

## 外部連結
- Curtiss Commando（页面存档备份，存于）
- Background Information: Curtiss C-46 "Commando"（页面存档备份，存于）
- C-46s from "Austral Lineas Aereas"（页面存档备份，存于） （Spanish）
- Illustrations in Flying Magazine January 1941 showing single versus twin-tail configurations of CW-20 prototype （页面存档备份，存于）
- 1942 Life magazine photos of loading arrangement demonstrations with the C-46 （页面存档备份，存于）